# Zhu Lin (tennis)

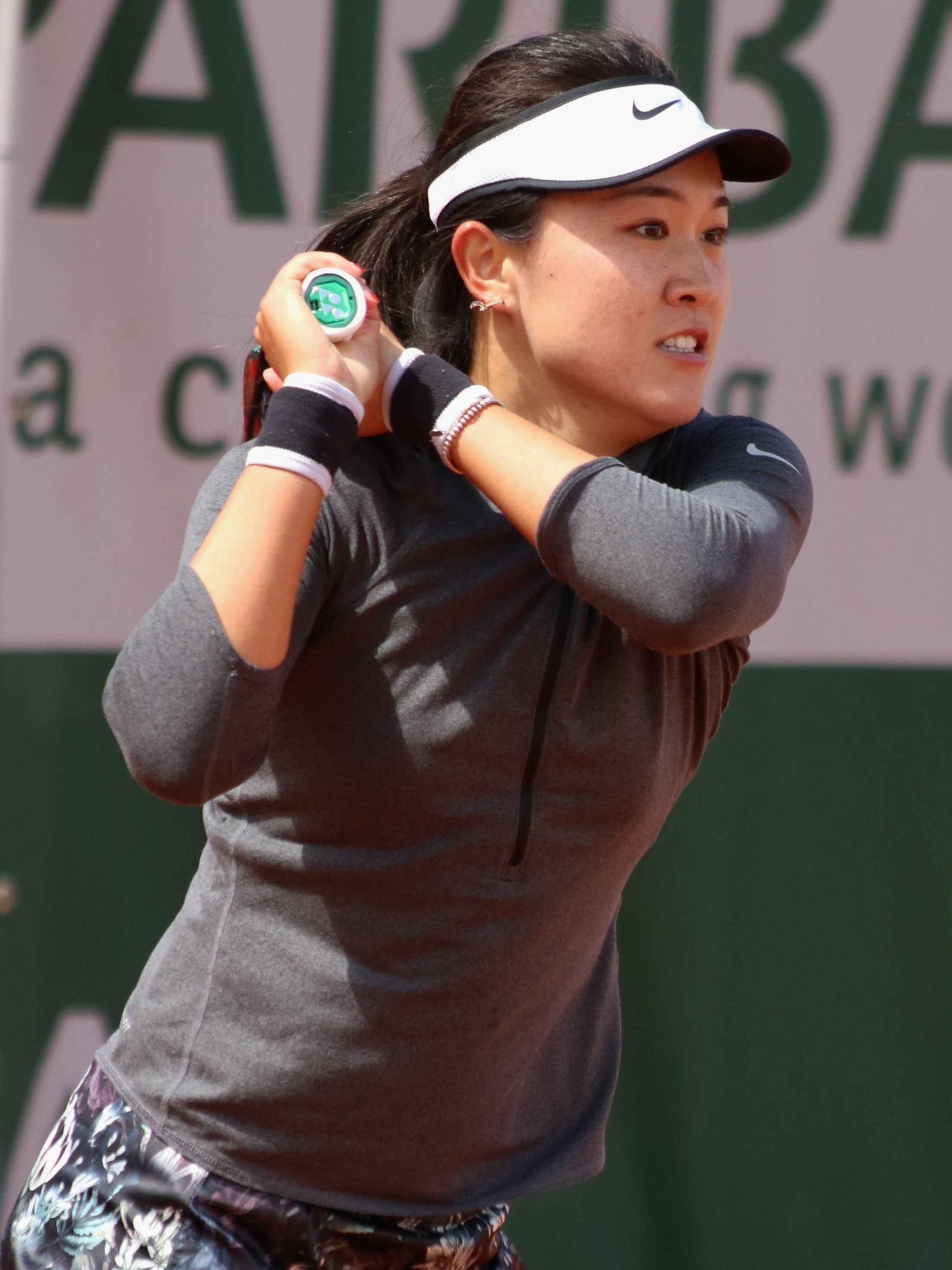
Roland Garros 2019

Dit is een Chinese naam; de familienaam is Zhu.
Zhu Lin (朱琳; Wuxi, 28 januari 1994) is een tennisspeelster uit China.
Zij begon op vijfjarige leeftijd met tennis. Haar favoriete ondergrond is hardcourt. Zij speelt rechtshandig en heeft een tweehandige backhand. Zij is actief in het internationale tennis sinds 2009.

## Loopbaan

### Enkelspel
Zhu debuteerde in 2009 op het ITF-toernooi van Qianshan (China). Zij stond in 2010 voor het eerst in een finale, op het ITF-toernooi van Nonthaburi (Thailand) – zij verloor van de Thaise Nungnadda Wannasuk. Twee weken later veroverde Zhu haar eerste titel, op het ITF-toernooi van Khon Kaen (Thailand), door de Thaise Luksika Kumkhum te verslaan. Tot op heden(mei 2024) won zij vijftien ITF-titels, de meest recente in 2022 in Landisville (VS).
In 2013 speelde Zhu voor het eerst op een WTA-hoofdtoernooi, op het toernooi van Suzhou. Het bereiken van de halve finale op het WTA-toernooi van Kuala Lumpur 2016 bleef vijf jaar lang haar beste resultaat op de WTA-toernooien.
In 2015 speelde zij haar eerste grandslamwedstrijd op het damesenkelspeltoernooi van Wimbledon tegen Aljaksandra Sasnovitsj.
Zhu stond in 2021 voor het eerst in een WTA-finale, op het toernooi van Seoel – hier veroverde zij haar eerste titel, door Française Kristina Mladenovic te verslaan.
In 2023 won Zhu haar tweede WTA-titel, op het toernooi van Hua Hin – daarmee kwam zij binnen op de top 50 van de wereldranglijst.
Haar beste resultaat op de grandslamtoernooien is het bereiken van de vierde ronde op het Australian Open 2023. Haar hoogste notering op de WTA-ranglijst is de 31e plaats, die zij bereikte in september 2023.

### Dubbelspel
Zhu was in het dubbelspel minder actief dan in het enkelspel. Zij debuteerde in 2009 op het ITF-toernooi van Qianshan (China), samen met landgenote Zhao Qianqian. Zij stond in 2010 voor het eerst in een finale, op het ITF-toernooi van Pattaya (Thailand), samen met de Taiwanese Juan Ting-fei – zij verloren van het duo Chen Yi en Varatchaya Wongteanchai. Later dat jaar veroverde Zhu haar eerste titel, op het ITF-toernooi van Manilla (Filipijnen), samen met landgenote Yang Zhaoxuan, door het Koreaanse duo Kim Ji-young en Kim Jin-hee te verslaan. Tot op heden(mei 2024) won zij zes ITF-titels, de meest recente in 2019 in Manchester (Engeland).
In 2013 speelde Zhu voor het eerst op een WTA-hoofdtoernooi, op het toernooi van Suzhou, samen met landgenote Tian Ran. Zij stond in 2017 voor het eerst in een WTA-finale, op het toernooi van Zhengzhou, samen met landgenote Han Xinyun – hier veroverde zij haar eerste titel, door het koppel Jacqueline Cako en Julia Glushko te verslaan.
Door het bereikten van de finale op het WTA-toernooi van Hua Hin 2023 trad zij toe tot de top 100 van de wereldranglijst.
Haar hoogste notering op de WTA-ranglijst is de 80e plaats, die zij bereikte in oktober 2023.

### Tennis in teamverband
In de periode 2017–2024 maakte Zhu deel uit van het Chinese Fed Cup-team – zij vergaarde daar een winst/verlies-balans van 11–5.

## Posities op deWTA-ranglijst
Positie per einde seizoen:
| jaar | rang enkelspel | rang dubbelspel |
| ---- | -------------- | --------------- |
| 2010 | 642            | 889             |
| 2011 | 601            | 696             |
| 2012 | 567            | 704             |
| 2013 | 580            | 955             |
| 2014 | 139            | 302             |
| 2015 | 173            | 231             |
| 2016 | 140            | 123             |
| 2017 | 104            | 174             |
| 2018 | 114            | 539             |
| 2019 | 83             | 134             |
| 2020 | 91             | 118             |
| 2021 | 140            | 319             |
| 2022 | 62             | 109             |
| 2023 | 36             | 122             |

## Palmares
| Legenda                 |
| ----------------------- |
| Grandslamtoernooi       |
| Olympische Spelen       |
| Year-End Championships  |
| Premier Mandatory       |
| Premier Five / WTA 1000 |
| Premier / WTA 500       |
| International / WTA 250 |
| Challenger / WTA 125    |

### WTA-finaleplaatsen enkelspel
| nr.              | finale     | toernooi          | ondergrond    | tegenstandster      | score         |         |
| ---------------- | ---------- | ----------------- | ------------- | ------------------- | ------------- | ------- |
| gewonnen finales |            |                   |               |                     |               |         |
| 1.               | 2021-12-26 | WTA Seoel         | hardcourt (i) | Kristina Mladenovic | 6-0, 6-4      | details |
| 2.               | 2023-02-05 | WTA Hua Hin       | hardcourt     | Lesja Tsoerenko     | 6-4, 6-4      | details |
| verloren finales |            |                   |               |                     |               |         |
| 1.               | 2023-09-17 | WTA Japan (Osaka) | hardcourt     | Ashlyn Krueger      | 3-6, 6-7      | details |
| 2.               | 2024-02-04 | WTA Hua Hin       | hardcourt     | Diana Sjnajder      | 3-6, 6-2, 1-6 | details |

### WTA-finaleplaatsen vrouwendubbelspel
| nr.              | finale     | toernooi           | ondergrond | partner          | tegenstandsters                    | score            |         |
| ---------------- | ---------- | ------------------ | ---------- | ---------------- | ---------------------------------- | ---------------- | ------- |
| gewonnen finales |            |                    |            |                  |                                    |                  |         |
| 1.               | 2017-04-23 | WTA Zhengzhou      | hardcourt  | Han Xinyun       | Jacqueline Cako Julia Glushko      | 7-5, 6-1         | details |
| 2.               | 2019-09-15 | WTA Nanchang       | gravel     | Wang Xinyu       | Peng Shuai Zhang Shuai             | 6-2, 7-6         | details |
| verloren finales |            |                    |            |                  |                                    |                  |         |
| 1.               | 2022-02-27 | WTA Guadalajara    | hardcourt  | Wang Xinyu       | Kaitlyn Christian Lidzija Marozava | 5-7, 3-6         | details |
| 2.               | 2023-02-05 | WTA Hua Hin        | hardcourt  | Wang Xinyu       | Chan Hao-ching Wu Fang-hsien       | 1-6, 6-7         | details |
| 3.               | 2024-05-19 | WTA Parijs Clarins | gravel     | Monica Niculescu | Asia Muhammad Aldila Sutjiadi      | 6-7, 4-6, [9-11] | details |

## Resultaten grandslamtoernooien
| Legenda | Legenda                          |
| ------- | -------------------------------- |
| g.t.    | geen toernooi gehouden           |
| l.c.    | lagere categorie                 |
| –       | niet deelgenomen                 |
| G       | uitgeschakeld in de groepsfase   |
| 1R      | uitgeschakeld in de eerste ronde |
| 2R      | uitgeschakeld in de tweede ronde |
| 3R      | uitgeschakeld in de derde ronde  |
| 4R      | uitgeschakeld in de vierde ronde |
| KF      | uitgeschakeld in de kwartfinale  |
| HF      | uitgeschakeld in de halve finale |
| F       | de finale verloren               |
| W       | het toernooi gewonnen            |
| w-v     | winst/verlies-balans             |

### Enkelspel
| toernooi        | 2015 |    | 2017 | 2018 | 2019 | 2020 | 2021 | 2022 | 2023 | 2024 |
| --------------- | ---- | -- | ---- | ---- | ---- | ---- | ---- | ---- | ---- | ---- |
| Australian Open | –    | 1R | 1R   | 1R   | 2R   | 2R   | –    | 4R   | 1R   |      |
| Roland Garros   | –    | –  | –    | 1R   | –    | 1R   | 1R   | 1R   |      |      |
| Wimbledon       | 1R   | –  | –    | 1R   | g.t. | 2R   | 1R   | 1R   |      |      |
| US Open         | –    | –  | –    | 2R   | –    | –    | –    | 3R   |      |      |

### Vrouwendubbelspel
| toernooi        | 2020 | 2021 | 2022 | 2023 | 2024 |
| --------------- | ---- | ---- | ---- | ---- | ---- |
| Australian Open | 2R   | 2R   | –    | 1R   | 3R   |
| Roland Garros   | –    | –    | 2R   | 1R   |      |
| Wimbledon       | g.t. | 1R   | 2R   | 3R   |      |
| US Open         | –    | –    | 1R   | 2R   |      |